# Авл Дидий Галл Фабриций Вейентон
Авл Дидий Галл Фабриций Вейентон (лат. Aulus Didius Gallus Fabricius Veiento) — римский политический деятель второй половины I века.
Его отцом или дедом, по всей видимости, был консул-суффект 39 года и наместник Британии Авл Дидий Галл. Приемного отца Авла, очевидно, звали Фабриций Вейентон. В правление императора Нерона Авл находился на посту претора. Когда он хотел устроить гонки колесниц, предложенная им плата показалась возницам слишком маленькой. Тогда разгневанный Вейентон выпустил на арену вместо колесниц собак.
В 62 году Авл был изгнан из Италии по приказу Нерона за то, что написал книгу, в которой подвергал нападкам сенаторов и жрецов, названную им «Завещанием». Обвинитель Вейентона Туллий Гемин указал также и на то, что тот продавал право на занятие высших государственных должностей. В результате разбирательство его дела взял на себя сам государь. По его приказу труд Вейентона был сожжён.
При императоре Веспасиане, по всей видимости, Вейентон получил прощение. Около 74 года он был назначен консулом-суффектом. Вейентон занимал эту должность ещё два раза — в 80 и 83 году. Он сопровождал Домициана во время германского похода. Посетив Могонциак, Вейентон принес жертву в храме богини вангионов Неметоны, что представляет собой яркий пример широкого признания местных богов со стороны римской администрации. Он был близким советником Домициана и, по некоторым сведениям, одним из его тайных доносчиков. В 97 году, когда Плиний Младший стремился предать суду доносчиков правления Домициана, большинство сенаторов выступило за всеобщую амнистию. Вейентон участвовал в защите Публиция Церта, обвиняемого в доносительстве. В целом, он сохранил своё положение и при Нерве, и при Траяне.
Вейентон входил в состав жреческих коллегий квиндецемвиров священнодействий, августалов и флавиалов.